# 浦野泰斗
浦野 泰斗（うらの たいと、1999年4月9日 - ）は、日本の男子プロバスケットボール選手である。ポジションはポイントガード。B3.LEAGUEのトライフープ岡山所属。

## 来歴
大阪府出身。
阪南大高校から中京大に進学し、2020年度東海学生秋季大会の最優秀選手賞を受賞。
2022年、富山グラウジーズと契約した。このシーズンは28試合に出場した。オフに契約満了となった。
2023年7月28日にトライフープ岡山と契約を結んだ。